# Масловский, Дмитрий Олегович
Дмитрий Олегович Масловский (укр. Дмитро Олегович Масловський; 7 ноября 1994 — 17 ноября 2024) — украинский военнослужащий, старший солдат. Погиб в селе Трудовое Донецкой области Украины в ходе отражения российского вторжения в Украину в рукопашном бою с российским военнослужащим Андреем Григорьевым. Масловскому посмертно присвоено звание Герой Украины.

## Биография
Дмитрий Масловский родился 7 ноября 1994 года в селе Янишевка Любашевского района Одесской области Украины. Воспитывался матерью. Помогал воспитывать младших брата и сестру.
В 2017—2020-х годах служил по контракту, участвовал в обороне Украины в ходе войны с Россией и подконтрольными ей формированиями на Донбассе.
В ходе российского вторжения в Украину был мобилизован в 2023 году. Служил в 71-й егерской бригаде Десантно-штурмовых войск в Донецкой, Харьковской и Запорожской областях. «За проявленное мужество и успешное выполнение боевых заданий» был награждён Президентской наградой «За оборону Украины».
17 ноября 2024 года погиб в селе Трудовое Донецкой области Украины в рукопашном бою с российским военнослужащим Андреем Григорьевым. Командование бригады подало на присвоение Масловскому звания Героя Украины. 17 января 2025 года Президент Украины Владимир Зеленский присвоил Масловскому звание Героя Украины и передал награду матери.

## Звания и награды
- Президентская награда «За оборону Украины»[2].
- Герой Украины (посмертно)[3].